# 愛國聯盟 (列支敦士登)
愛國聯盟（德語：Vaterländische Union，縮寫為VU）是列支敦士登的一個中間偏右的基督教民主主義和保守主義政黨，成立於1936年。目前，该党是列支敦士登的執政黨。

## 外部連結
- 爱国联盟官方網站